# Asparagus lycopodineus
Asparagus lycopodineus là một loài thực vật có hoa trong họ Măng tây. Loài này được (Baker) F.T.Wang & Tang mô tả khoa học đầu tiên năm 1937.